# Улица Богуна (Нежин)
Улица Богуна (укр. Вулиця Богуна) — улица города Нежина, исторически сложившаяся местность (район) Авдеевка. Пролегает от площади Ивана Франко до улицы Чернышевского.
Примыкают улицы Косиора, переулок Школьный, улицы Коцюбинского, Вознесенская.

## История
Улица известна с 18 века, когда простиралась до Лихокутовского переулка (улица Владимира Ивасюка) в предместье Авдеевке. Продлена согласно с планом 1835 года. В 1887 году улица названа Введенской — в честь Введенского монастыря, поскольку прилегала к нему с южной стороны.
В 1922 году улица получила современное название — в честь полковника и Наказного гетмана Войска Запорожского Ивана Богуна.
Здесь расположены общежитие НГПИ № 1 (дом № 1), построенное в 1938 году, детсад «Ромашка» (дом № 5), Нежинский информационно-вычислительный центр государственной статистики (дом № 8), дворец пионеров и школьников имени В. И. Ленина — затем дом школьников и юношества (дом № 14). В доме № 14 до Великой Отечественной войны размещалась центральная почта, телефонная станция, телеграф.

## Застройка
Улица пролегает в западном направлении параллельно Авдеевской и Казачьей улице. Парная и непарная стороны улицы преимущественно заняты усадебной застройкой, частично малоэтажной жилой застройкой (2-3-этажные дома).
Учреждения:
1. дом № 5 — детсад «Ромашка»
2. дом № 8 — Нежинский информационно-вычислительный центр государственной статистики
3. дом № 14 — дом школьников и юношества

Памятники архитектуры:
1. дом № 1 — Дом общежития
2. дом № 14 — Дом телеграфа